# Savva Knyazev
Bản mẫu:Eastern Slavic name
Savva Viktorovich Knyazev (tiếng Nga: Савва Викторович Князев; sinh ngày 9 tháng 9 năm 1997) là một cầu thủ bóng đá người Nga. Anh thi đấu cho FC Ural Yekaterinburg.

## Sự nghiệp câu lạc bộ
Anh có màn ra mắt tại Giải bóng đá chuyên nghiệp quốc gia Nga cho FC Afips Afipsky vào ngày 9 tháng 9 năm 2016 trong trận đấu với FC Chernomorets Novorossiysk.